# Friska

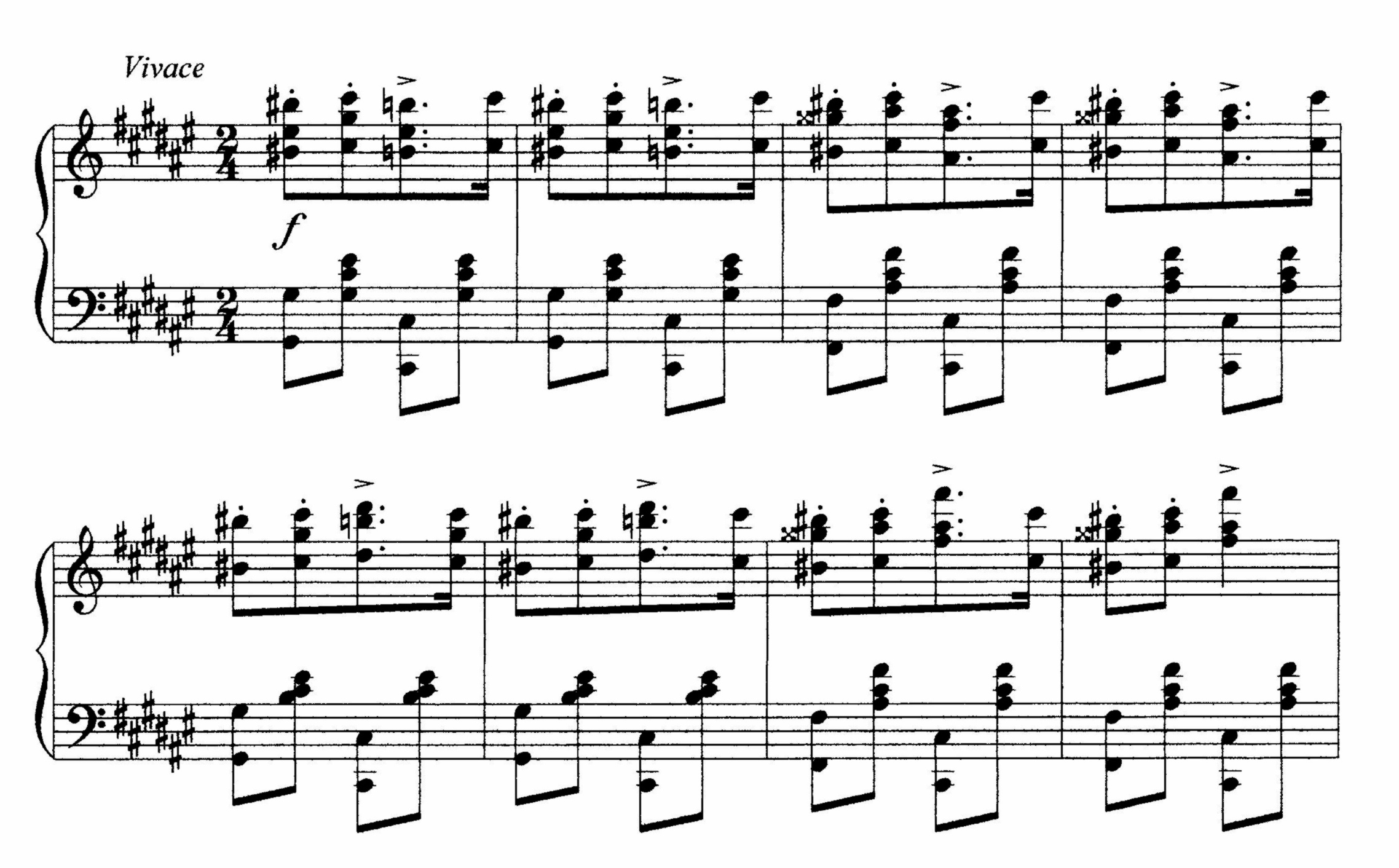
Tema principal del Friska de la Rapsodia húngara n.º 2 de Franz Liszt.

Friska (del húngaro friss, «fresco», pronunciado "frish") es un término musical utilizado para describir la parte rápida del csárdás, una danza folclórica húngara, y de la mayoría de las Rapsodias húngaras de Franz Liszt, que toman forma de estas danzas. Generalmente, la parte friska es de tono turbulento o jubiloso. 